# Artur Lundkvist
Nils Artur Lundkvist, född 3 mars 1906 i Hagstad, Oderljunga socken i dåvarande Kristianstads län, död 11 december 1991 i Råsunda församling, Solna i Stockholms län, var en svensk författare, översättare och litteraturkritiker. Han var ledamot av Svenska Akademien från 1968. År 1936 gifte Lundkvist sig med Maria Wine, som med tiden blev en betydande poet och hans följeslagare på många resor världen runt.
Lundkvist ville förnya språket och skapa en gränsöverskridande litteraturgenre. Hans författarskap präglades av att han anslöt sig till modernismen, främst surrealismen. Katarina Frostenson har kallat Lundkvist en "upptäcktsresande i synliga och osynliga världar".
Artur Lundkvist var verksam inom de flesta litterära genrer. Utöver poesi och reseskildringar skrev han historiska romaner och noveller. Det blev sammanlagt över 80 böcker, samt essäer och artiklar i tidningar och tidskrifter. Han skrev snabbt och kallade sig själv en "verbmänniska". Lundkvist var en ivrig introduktör av internationell litteratur. Hans verk finns översatta till ett trettiotal språk.

## Biografi

### Uppväxt
Artur Lundkvist föddes i Hagstad utanför Oderljunga i nuvarande Perstorps kommun. Fadern Nils Lundkvist var lantbrukare och gift med Charlotta. Artur hade tre äldre systrar, varav den yngsta dog vid unga år. När han var tre år flyttade familjen till Toarp i samma trakt.
Lundkvists stora intresse under uppväxten var läsning. I hemmet fanns en mindre samling böcker som fadern inhandlat på bokauktioner och den unge Artur gav sig ibland iväg på egen hand på bokauktioner. Artur Lundkvist genomgick sexårig folkskola i Oderljunga och en viktig roll spelade skolbiblioteket där han fick tillgång till ett hundratal böcker och läste författare som Dickens, Twain och Strindberg. Han promenerade gärna i skogarna runt hemmet. Lundkvists intresse för naturen framträder tydligt i den senare delen av hans författarskap. Stor betydelse för upptäckarivern hade relation till farbrodern Anton. Denne bodde i en ensligt belägen stuga med gamla föremål och trycksaker. Farbrodern tog den unge Artur med på strövtåg i omgivningarna.
Arton år gammal flyttade Lundkvist med familjen till Tyringe. Där fick han nya vänner med samma intresse och större tillgång till böcker. Han läste bland andra Emil Bønnelycke och Pär Lagerkvist som kom att bli viktiga impulsgivare till hans tidiga författarskap. Vid sitt första besök i Köpenhamn något år senare besökte han för första gången ett stort bibliotek, där han tillbringade mycket tid med att läsa. 
Artur Lundkvist bestämde sig tidigt för författaryrket och skickade sina texter till förlag och tidningsredaktioner. Ibland blev något antaget och arvoderat. Sexton år gammal fick han 1923 sin första novell publicerad i tidningen Smålänningen och under de följande åren följde en rad berättelser där och i andra tidningar. Som 20-åring lämnade Lundkvist hemtrakten för att studera vid Birkagårdens folkhögskola i Stockholm och bli författare.

### Författarskap

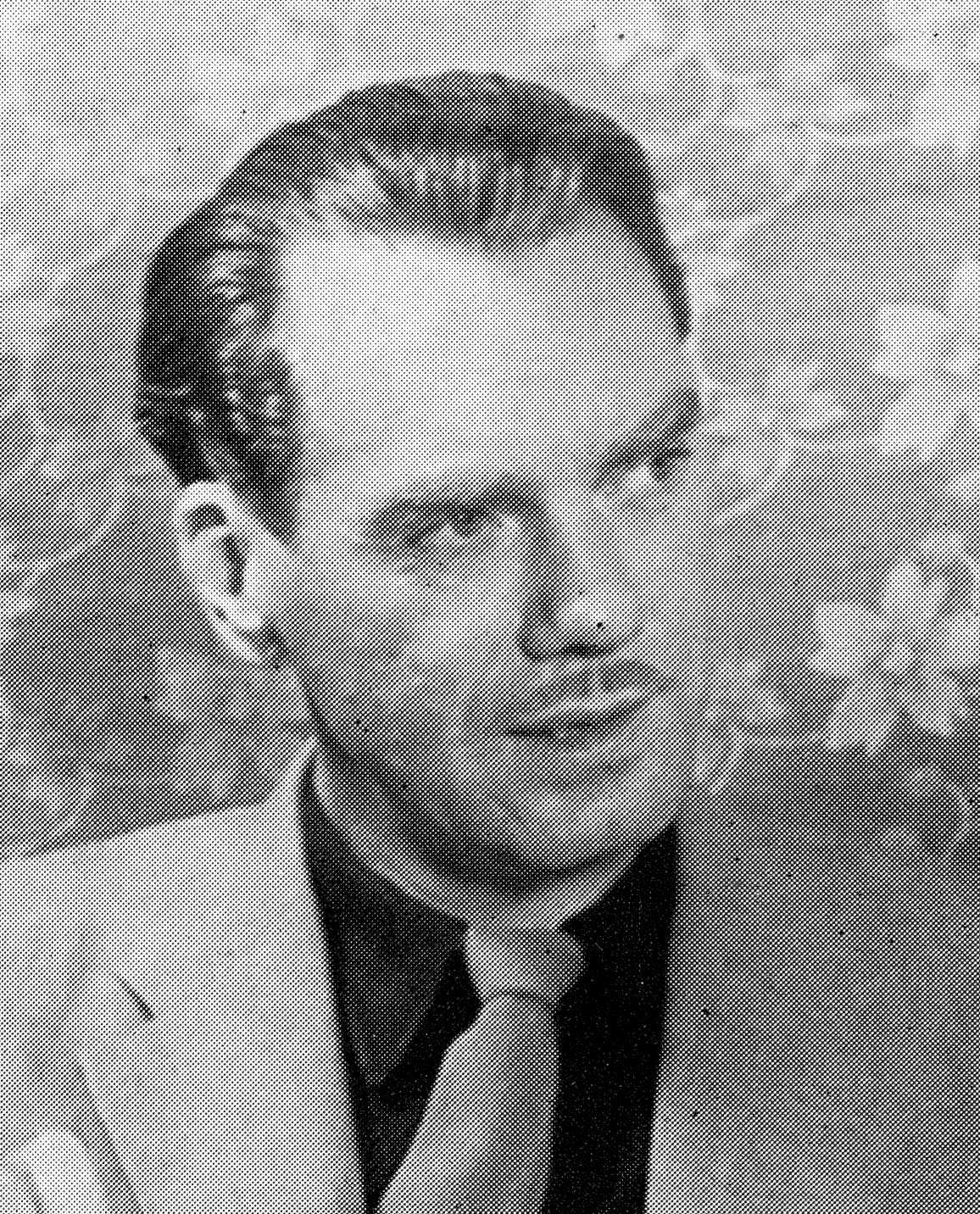
Artur Lundkvist på 1940-talet.

1926 flyttade Artur Lundkvist till Stockholm. Där kom han i kontakt med bland andra Harry Martinson, Erik Asklund, Josef Kjellgren, Ivar Lo-Johansson, Rudolf Värnlund, Karin Boye och Eyvind Johnson, samtliga författare som försökte göra sig ett namn eller redan hade börjat bli kända.

#### Tidig diktning

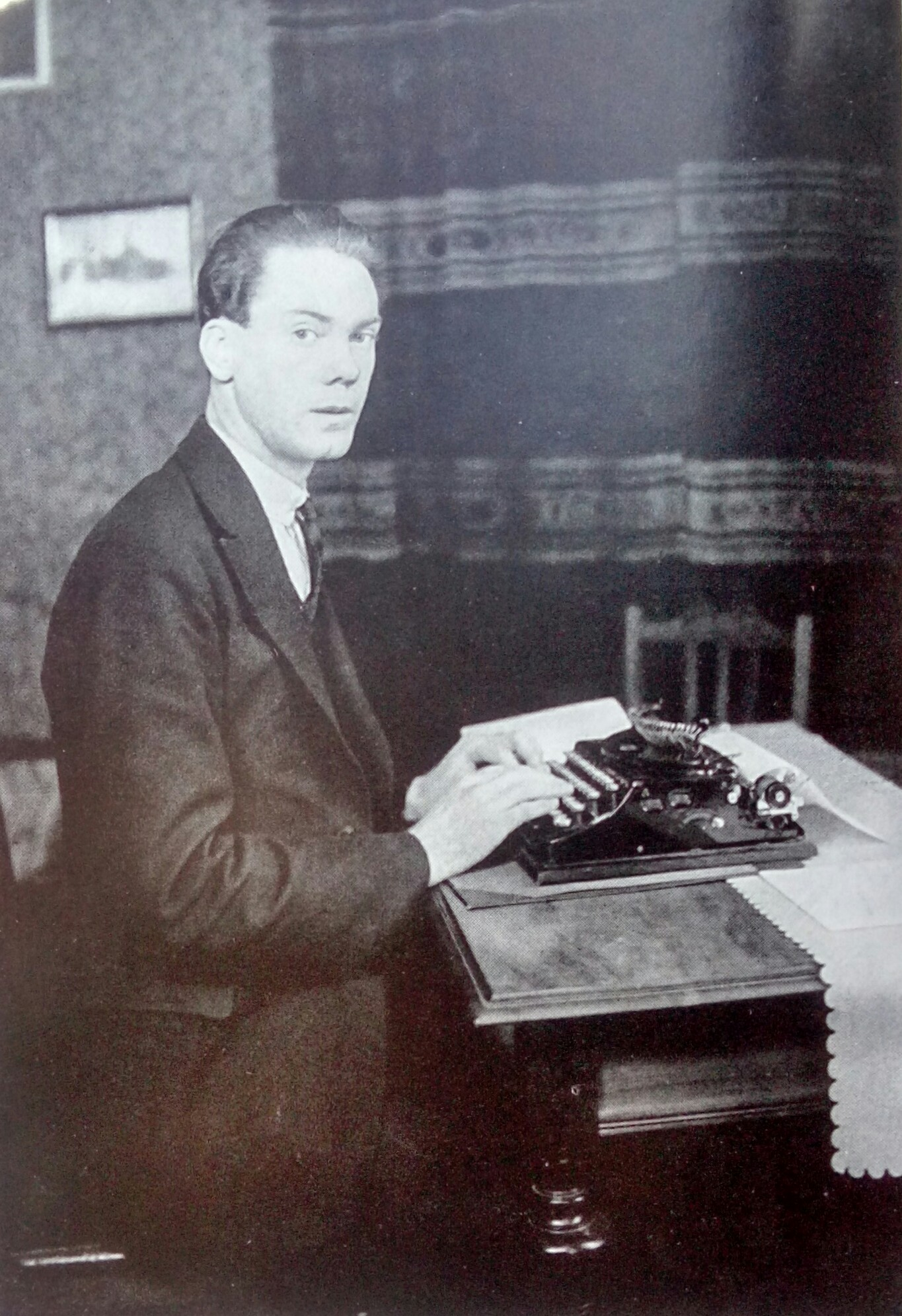
Artur Lundkvist 1931.

Lundkvists tidiga diktning var influerad av skandinaviska och amerikanska modernister som Elmer Diktonius och Carl Sandburg. Han debuterade 1928 med diktsamlingen Glöd och medverkade året därpå i antologin Fem unga. Båda verken fick stor betydelse för den litterära modernismens genombrott i Sverige. Lundkvists diktning var till en början starkt livsbejakande, men fick under 1930-talet ett allt mörkare och mer pessimistiskt drag. Under denna period utkom bland annat de av surrealismen påverkade diktsamlingarna Nattens broar (1936) och Sirensång (1937). De apokalyptiska prosadikterna i Eldtema (1939) hade det mörka tidsläget som bakgrund. 
Han utgav under perioden även flera prosaböcker och etablerade sig som litteraturkritiker. 1932 utkom Atlantvind, med essäer om nordamerikanska och svenska modernister, och 1939 kom den betydelsefulla essäsamlingen Ikarus flykt.

#### Nya uttrycksformer; Panisk poesi

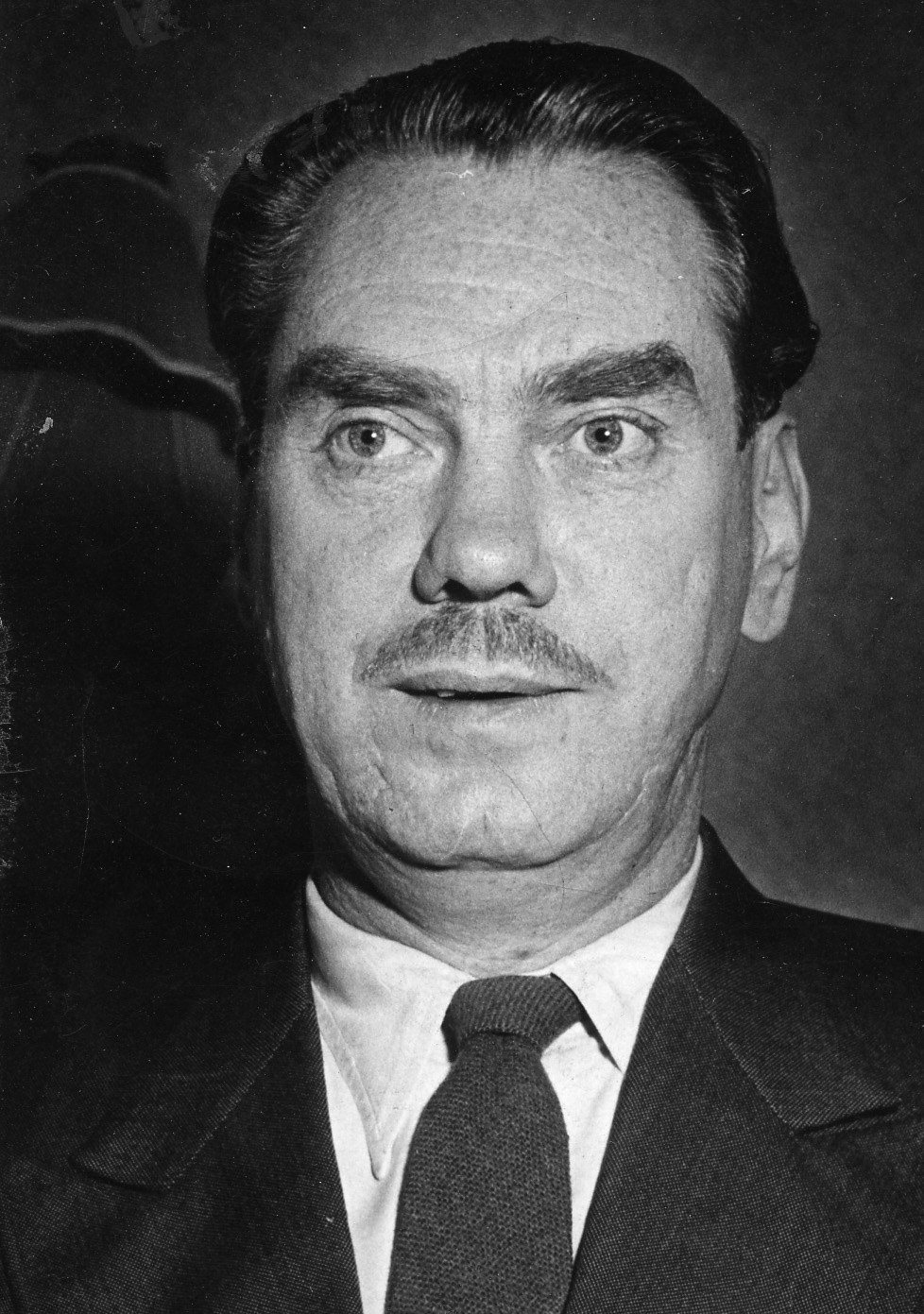
Artur Lundkvist 1952.

Under 1940-talet sökte sig Lundkvist mot nya uttrycksformer. Den stora diktsamlingen Korsväg (1942) innehåller bland annat en rad personporträtt i diktform av bland andra Stagnelius, Hölderlin och Freud samt Sången om fadern om Artur Lundkvists far. Dikter mellan djur och gud (1944) präglades av krigsårens känslor av tvivel och instängdhet. I sin självbiografi beskrev Lundkvist dem som "en del av mina mest grubbeltyngda och dystra dikter".

Senare under 1940-talet utvecklade han påverkad av spanskspråkiga diktare som Federico García Lorca och Pablo Neruda vad han i en essä kallade panisk poesi, ett karakteristiskt flödande och ofta överrumplande bildspråk som kunde rymma det mesta: 
| ” | Gärna rosor och svanor och solnedgångar, men tillsatta med blod, svett och tårar, med fotspår och dagliga verktyg, sönderslitet bröd och nedfallna taktegel! Det är just föreningen av naturalism och romantisk skönhet som gömmer möjligheter. | „ |

I diktsamlingarna Skinn över sten (1947), Fotspår i vattnet (1949) och Liv som gräs (1954) blir tonen ljusare och mer utåtriktad med intryck från författarens många resor världen över. 

#### De produktiva 1950- och 1960-talen

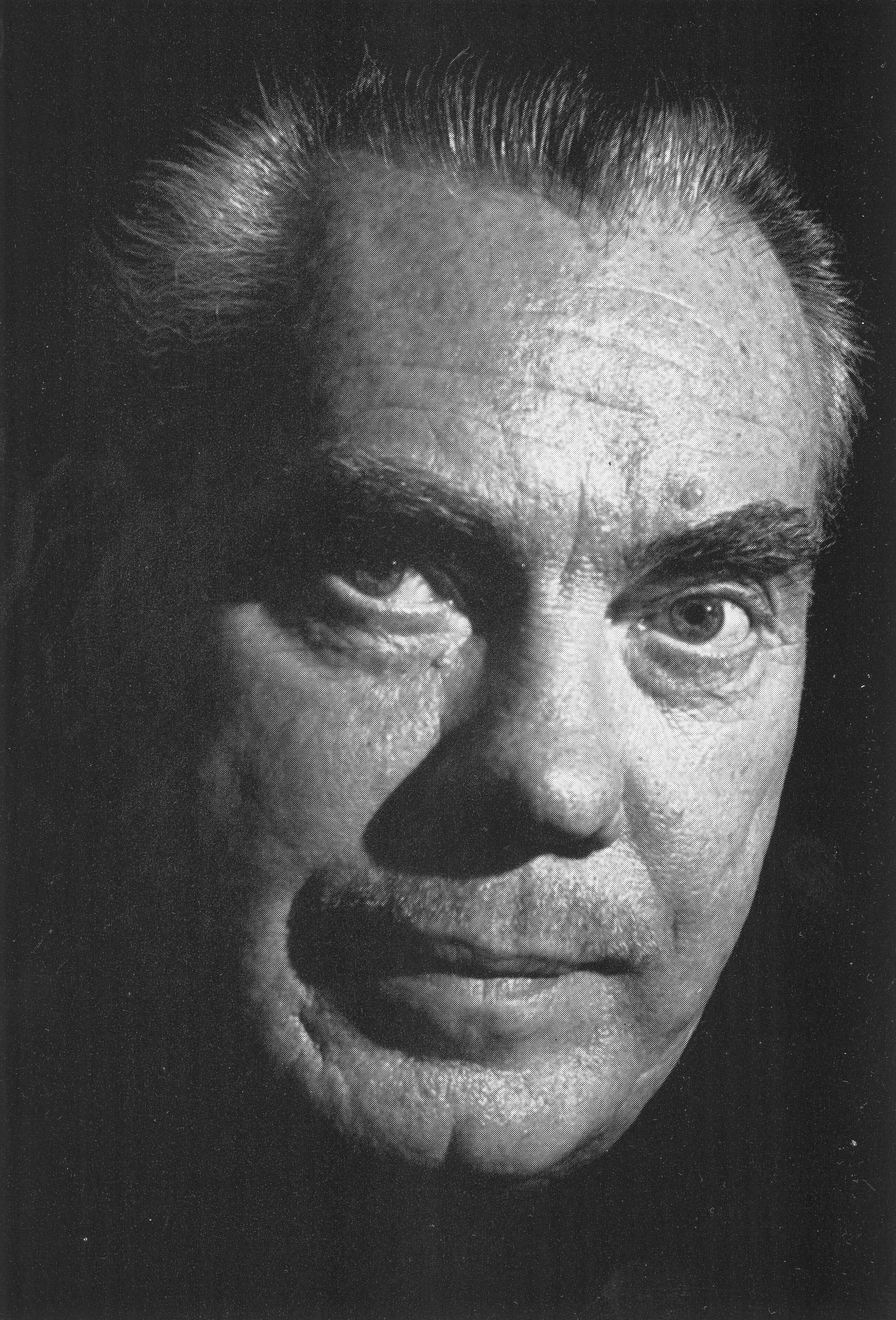
Artur Lundkvist 1965 fotograferad av Lütfi Özkök.

Från 1950-talet dominerade prosan Lundkvists författarskap. Från Malinga (1952) med sin blandning av reseskildringar, noveller och aforismer och 1957 års "prosasviter" i Berget och svalorna närmade sig Lundkvist den genreöverskridande prosaform som under den senare delen av författarskapet kulminerade i hans prosalyrik. 
Lundkvist var mycket produktiv och gav under de följande decennierna ut minst en bok om året i de flesta genrer. Han skrev romaner som revolutionsskildringen Darunga eller Varginnans mjölk (1954) och berättelsesviten Vindingevals (1956) där han återvände till uppväxtmiljön. Han gav ut reseskildringar som Den förvandlade draken (1955) och Vulkanisk kontinent (1957), prosadikter i Det talande trädet (1960) och diktsviten Agadir (1961). Under 1960-talet utkom flera digra novellsamlingar som Berättelser för vilsekomna (1961), Sida vid sida (1962) och Sällskap för natten (1965). Snapphanens liv och död (1968) var den första i en rad böcker med historiska motiv.
De sista diktsamlingarna Ögonblick och vågor (1962) och Texter i snön (1964) präglas av ett personligare anslag än i de tidigare dikterna samtidigt som tonen stundtals åter blir mer pessimistisk. Besvärjelser till tröst (1969) markerar övergången till ett friare prosalyriskt uttryck.
1966 utkom självbiografin Självporträtt av en drömmare med öppna ögon som med sina porträtt av generationskollegorna också framstår som ett stycke svensk litteraturhistoria. Självbiografiskt material ingår även i de skönlitterära prosaböckerna Ur en befolkad ensamhet (1958) och Mörkskogen (1967).
Artur Lundkvist var en ständigt genreöverskridande diktare där poesi, prosa och prosalyrik ständigt griper in i varandra. Som poet är Lundkvist ofta episk och lugnt berättande medan han prosa ofta är rastlöst episodisk där handlingen i hans få romaner ofta upplöser sig i fristående prosalyriska avsnitt. Den förtätade novellen passade Lundkvist bättre men också denna form visade sig var för snäv för att tillfredsställa hans uttrycksbehov. Han sökte efter en ny sorts prosaform som förenar poesi, reseskildring, novellistiskt berättande och essäistiska analyser. Detta prosaideal förverkligades första gången i Malinga (1952) och fortsatte i en lång rad prosalyriska böcker på 1960- och 1970-talen.

#### Prosalyriken
Redan omkring 1930 hade Lundkvist planer på "en poesibok i romanform" kallad Dynamisk symfoni som skulle vara "en bok utan gränser... där man ingenting berättar, bara öser ut ur sin själ, galna idéer, osammanhängande lyrik: ett slags fritt brev till människorna". Detta slags bok kunde dock inte förverkligas förrän nästan ett halvt sekel senare. Med böcker som Lustgårdens demoni (1973), Sett i det strömmande vattnet (1978) och Skrivet mot kvällen (1980) revolterade Lundkvist på ett nyskapande sätt mot vad han kallade "genrernas tyranni". I den flödande och gränslösa prosalyriken fann Lundkvist sin mest ideala uttrycksform. På baksidan av Skrivet mot kvällen redogjorde han för sin strävan:
| ” | Vad jag främst eftersträvar är en växling eller samverkan mellan diktformens uppladdning och berättandets eller essäistikens fylligare föredrag. Det tillmötesgår mina nuvarande krav på komprimering och rörelsefrihet som tillsammans ska medge en prosans poesi. Det innebär samtidigt en komposition utan konventionell genrebegränsning där helheten växer fram ur sammansättningen. | „ |

Även i tidigare skrifter märks viljan till genreupplösning. I Livsälskare, svartmålare (1974) med underrubriken En fantasi om Goya är gränsen mellan biografi och roman upphävd. I Antipodien (1971) interfolieras en skildring av en båtresa till Australien med olika fiktiva berättelser.
I den märkliga Färdas i drömmen och föreställningen (1984) redogör Lundkvist för sina upplevelser av gränslandet mellan liv och död sedan han under två månader legat i koma efter en hjärtattack. Den anknyter till den informella prosalyriska trilogi som Sett i det strömmande vattnet, Skrivet mot kvällen och Sinnebilder (1982) utgör.

#### Historiska romaner
I slutet av 1960-talet inledde Lundkvist en period där han skrev flera romaner med historiska motiv. Han skildrade världserövrare som Alexander den store (Krigarens dikt, 1975) och Djingis Khan (Himlens vilja, 1970). Han skrev om snapphanar (Snapphanens liv och död, 1968), vikingar (Slavar för Särkland, 1978) och korsfarare (Tvivla, korsfarare!, 1972). Babylon, gudarnas sköka (1981) baserades på berättelserna från Gamla Testamentet om staden Babylon och Daniels tid vid Nebukadnessars hov. Trots att Lundkvist var en övertygad ateist skattade han Bibeln högt som en litterär skapelse. Den hade tidigare även inspirerat honom till flera noveller. 

#### Afolyrismer
Under den senare delen av sitt författarskap hittade Lundkvist en speciell uttrycksform med så kallade afolyrismer, det vill säga lyriska aforismer. De presenterades först i Malinga (1952) och ägnades senare en hel volym, Brottställen (1968). Lundkvist definierade afolyrismen som "bildens genväg till tanken" och var sannolikt inspirerad av den spanske författaren Ramón Gómez de la Sernas korta, poetiska och humoristiska så kallade greguerías. 2011 utgavs en urvalsvolym med Lundkvists afolyrismer, Tankar för vilsekomna, sammanställd av René Vázquez Díaz.

### Kritiker, introduktör och översättare
På egen hand lärde sig Lundkvist, med hjälp av ordböcker, läsa och hjälpligt tala engelska, franska och spanska för att orientera sig inom litteraturen. I Atlantvind (1932) presenterades en rad nordamerikanska författare och svenska modernister. Med den betydande essäsamlingen Ikarus flykt (1939) introducerade han flera av de viktigaste portalgestalterna inom 1900-talets litterära modernism, bland andra James Joyce, T.S. Eliot och William Faulkner. I boken skrev Lundkvist även en utförlig presentation av surrealismen, vilket var den första större artikeln om rörelsen på svenska. 
Han översatte, introducerade och recenserade under hela sitt aktiva författarliv nya författare från Spanien, Latinamerika, Sydafrika med flera länder. Många av dessa författare har senare, en del sannolikt på hans inrådan, fått Nobelpriset i litteratur. William Faulkner, Miguel Angel Asturias, Pablo Neruda, Claude Simon, Octavio Paz, Gabriel García Márquez, Patrick White, Nadine Gordimer, Mario Vargas Llosa och J.M.G. Le Clézio är några av de blivande Nobelpristagare som Lundkvist var bland de första att uppmärksamma och introducera i Sverige. Han var medarbetare i bland annat Stockholms-Tidningen, Dagens Nyheter, Svenska Dagbladet, Ord och Bild och Bonniers litterära magasin. Under 1930- och 1940-talen ingick han i redaktionen för litterära tidskrifter som Karavan och Horisont.
Lundkvist introducerade och översatte till en början främst engelskspråkiga författare som Carl Sandburg, William Faulkner och D.H. Lawrence. Från mitten av 1940-talet intresserade han sig särskilt för spanskspråkig och latinamerikansk litteratur. Han reste och tog personliga kontakter i sydamerika och introducerade tidigt författare som Jorge Luis Borges och Pablo Neruda. Borges presenterade han tidigare än någon annan för svenska läsare. (Latinamerikansk berättarkonst, Bonniers 1963). Med Lundkvists stöd publicerades den första Borgesöversättningen (Biblioteket i Babel, av Sun Axelsson och Marina Torres) 1963 och följdes av en volym poesi (Tigrarnas guld, Bonniers 1974) tolkad av Lundkvist och Torres. Lundkvist beundrade Borges poesi. Han stod mer främmande för argentinarens sofistikerade prosa, som nordliga litteraturhistoriker velat hänföra till den magiska realismen men egentligen hade föga gemensamt med den prosa som Lundkvist beundrade hos kubanen Alejo Carpentier, guatemalteken Miguel Angel Asturias eller colombianen Gabriel García Márquez.[källa behövs]
Som översättare begränsades Artur Lundkvist av sina klena kunskaper i spanska och engelska. Hans översättning av John Dos Passos roman 1919 som utgavs 1939 kritiserades både för en mängd språkfel och bristande återgivning av författarens stil. Efter 1939 utgav Lundkvist inga fler prosaöversättningar men fortsatte med lyriktolkningar. Hans tolkning av Federico García Lorcas Poet i New York (FIB, 1959) fick en förödande kritik i Svenska Dagbladet av professor Ernesto Dethorey, som räknat ihop mer än tusen språkfel. Likväl välkomnades utgivningen som en stor litterär händelse. I fortsättningen fick Artur Lundkvist med mer lyckat resultat hjälp av Marina Torres eller Francisco J. Uriz med översättningen från spanska. Bland Lundkvists översättningar av spanskspråkig poesi märks Vistelse på jorden, dikter av Federico García Lorca och Pablo Neruda (1950), Den stora oceanen av Pablo Neruda (1956), Vårlig klarvaka av Miguel Angel Asturias tolkade i samarbete med Marina Torres (1967), Vid världens strand, dikter av Octavio Paz tolkade i samarbete med Marina Torres (1971) och Paradisets skugga, dikter av Vicente Aleixandre tolkade i samarbete med Juste Jorge Padrón (1974).

### Resor
Lundkvist gjorde många resor: bland annat till Indien, Afrika, Kina, Spanien och Sydamerika. Alla hans resor resulterade i litterära verk. Den första längre resan till södra och sydöstra Afrika skildrades i boken Negerkust (1933). Drakblod (1936) skildrar en resa till Spanien, Kanarieöarna och nordafrika. En särskilt stark upplevelse var resan till Indien, vilken Lundkvist redovisade i boken Indiabrand (1950). Boken fick stor betydelse för mångas syn på förhållandet mellan den fattiga och den rika delen av världen. Bland andra Olof Palme vittnade om detta: "Jag vill utan omsvep erkänna att det är få böcker som har haft ett så starkt inflytande på mig och mitt sätt att se världen och verkligheten som denna".
Därefter följde resor till Sydamerika, Sovjet och Kina. Lundkvist reste första gången till sydamerika 1946 och återvände tio år senare. Det resulterade i boken Vulkanisk kontinent (1957) där han skildrar sin halvårslånga resa genom kontinenten. Boken översattes till ett tiotal språk och nådde flera hundra tusen läsare. Dagens Nyheter skrev: "Vi har för närvarande i den svenska reselitteraturen ingen som överträffar honom när det gäller sensibilitet och inlevelse".
Artur Lundkvist och Maria Wine befann sig i Agadir under den svåra jordbävningen 1960. Lundkvist blev erbjuden stora summor av tidningar från hela världen för att skriva reportage om händelsen, men meddelade dem att han inte gjorde affärer med naturkatastrofer. Upplevelsen skildrade han istället i diktsviten Agadir som blivit översatt till många språk. På initiativ av universitetet i Agadir anordnades 1997 ett seminarium för att hylla minnet av jordbävningens offer och Artur Lundkvist.
Hägringar i handen (1964) skildrade en resa till Israel och följdes av Så lever Kuba (1965). Reseintryck återfinns också i åtskilliga av Lundkvists skönlitterära verk.

### Politiskt engagemang

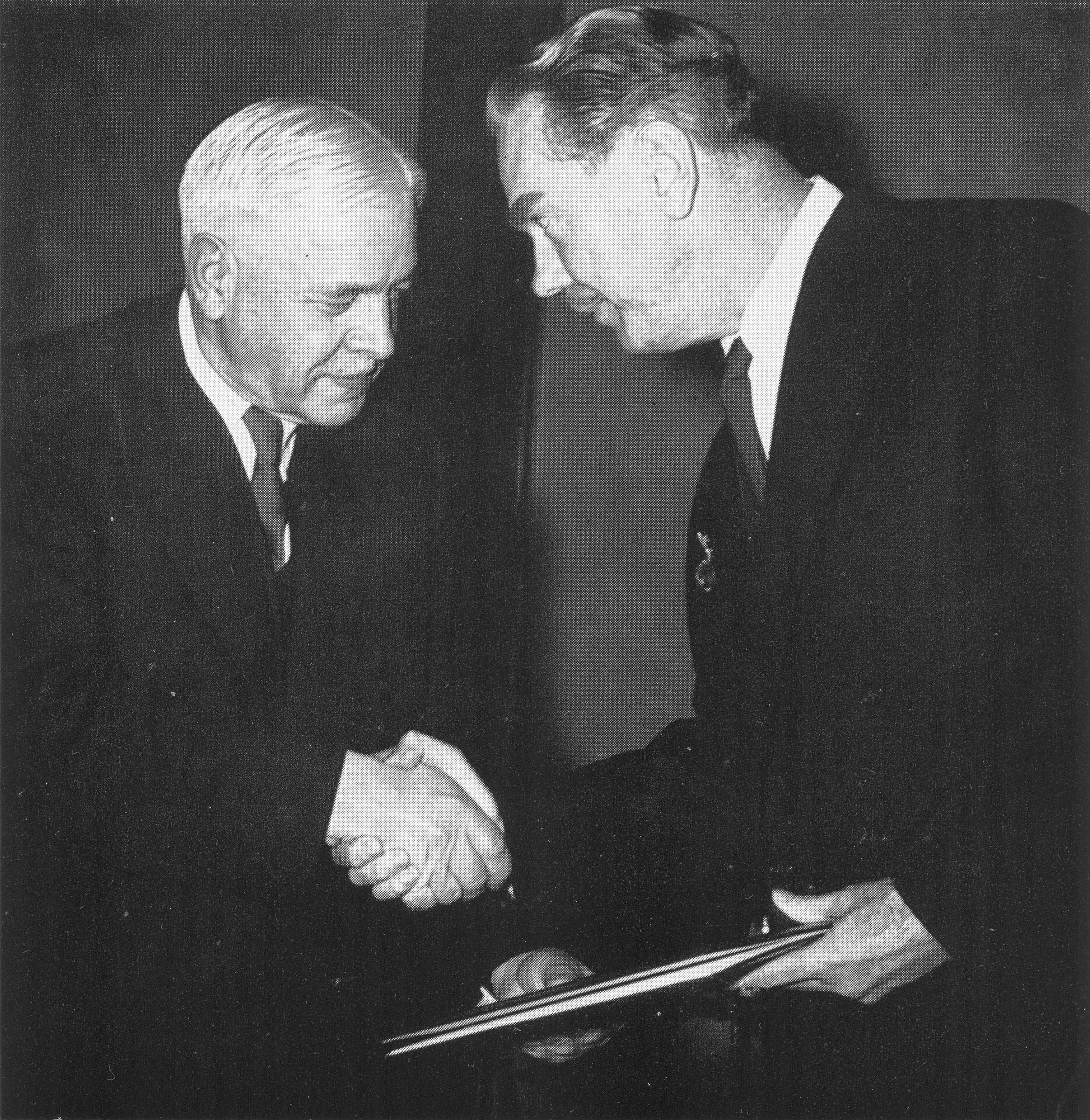
Artur Lundkvist mottar Leninpriset 1958.

Artur Lundkvist var drivande för den så kallade tredje ståndpunkten, enligt vilken en del svenska intellektuella tog avstånd från det kalla krigets krav på att ta ställning mellan de båda blocken. Lundkvist var aktiv i styrelsen för det regimtrogna, prokommunistiska Förbundet Sverige-DDR. Han var också aktiv i Svenska Fredskommittén, den svenska sektionen av den sovjetiska frontorganisationen Världsfredsrådet. 1950 utsågs han till vice ordförande i Världsfredsrådet och ett par år senare mottog han Lenins fredspris.
Lundkvists reseskildringar från Sovjet, Kina och Kuba blev kontroversiella och sågs från vissa håll som okritiska och idealiserade skildringar av kommuniststater. I böckerna Vallmor från Taschkent (1952), Den förvandlade draken (1955) och Så lever Kuba (1965) fokuserade Lundkvist främst på den i hans ögon positiva samhällsutvecklingen i dessa länder vilket var en utmaning mot den västvänliga opinion som till exempel Dagens Nyheter stod för. Sovjetskildringen Vallmor från Taschkent ledde dessutom till en konflikt med hans eget förlag. Bonniers var tveksamma till att överhuvudtaget ge ut boken och gick ut med ett avståndstagande från dess innehåll. Lundkvist lämnade förlaget i protest och övergick under flera år till att istället ge ut sina prosaböcker på Tidens förlag. Han blev emellertid kvar med sin lyrikutgivning på Bonniers och återkom senare även med prosan till förlaget.

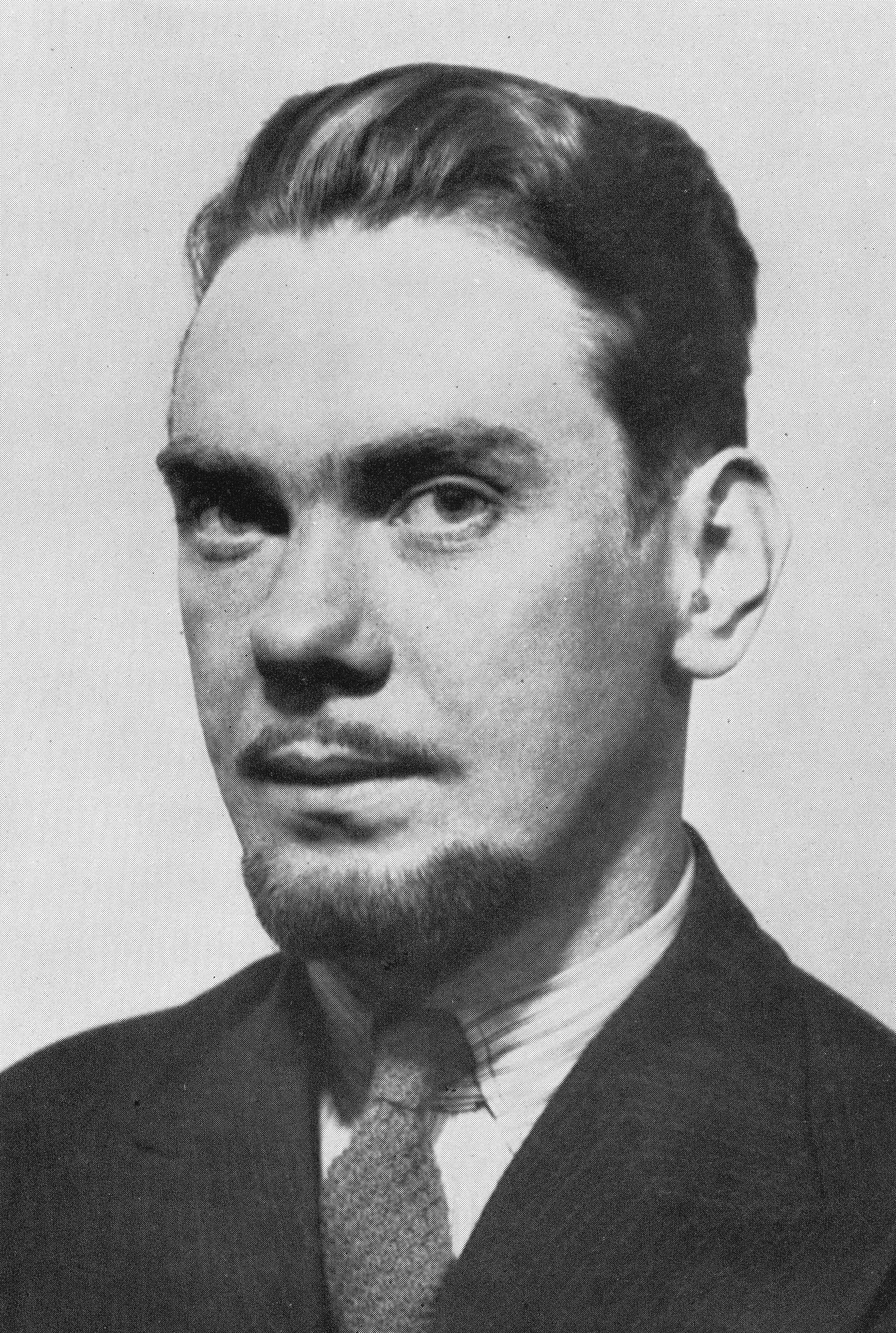
Artur Lundkvist bar skägg 1935-36 men det rakades bort för att undvika förväxling med en rysk revolutionär.

I boken Oliktänkaren av René Vázquez Díaz, hälsas Lundkvist som en sann revolutionär. Där framgår att poeten under en del av sitt liv var övervakad av den svenska säkerhetspolisen på grund av sina politiska åsikter, något som Lundkvist sannolikt var medveten om: "Säg något landsförrädiskt, så inte hemliga polisen lyssnar förgäves" (Brottställen, 1968).
Lundkvist gick själv aldrig med på att stämplas som kommunist eller någon annan politisk beteckning och motsatte sig en förenklad uppdelning av världen i ont och gott. "Jag är inte kommunist, har aldrig varit det och kommer säkert aldrig att bli det. Jag saknar förutsättningar för det. Vad jag strävat efter är att vara en fri socialist" skrev han 1955. Hans inställning återspeglas också av öppningsdikten i Ögonblick och vågor (1962): "Jag är mjuk som en sten och hård som en manet, / när ni gråter på flodstranden är jag redan på andra sidan, / jag är ingenting trogen, inte ens mig själv (detta försök till förstening kring ett tomrum) / ...jag är med revolutionärerna så länge de inte uppnått sina mål..."

### Andra konstarter
Även om Artur Lundkvist ansåg att litteraturen var den mest betydelsefulla konstarten hade han även intresse för andra konstarter, främst bildkonst och film.
Lundkvist hade ett tidigt intresse för bildkonst, när han började skriva konstkritik på 1930-talet intresserade han sig främst för surrealismen. I essäsamlingen Ikarus flykt (1939) ägnade han en lång artikel åt Pablo Picasso och han skrev även mycket om de svenska surrealisterna i Halmstadgruppen. Boken om Goya, Livsälskare, svartmålare utkom 1974. Senare skrev han mycket uppskattande om C.O. Hulténs konstnärskap, 1983 utkom boken C.O. Hultén – fågelsyner och urskogshot. Under sina resor i Sydamerika intresserade sig Lundkvist också för sydamerikanska konstnärer som Diego Rivera och José Clemente Orozco.
Artur Lundkvist hade från unga år ett stort intresse för film. När han flyttade till Stockholm fick han möjlighet att se mer avancerade filmer och fastnade särskilt för revolutionära sovjetiska filmskapare som Sergej Eisenstein. I Lundkvists första essäsamling Atlantvind ägnades en avdelning åt den nya filmkonsten. Intresset inspirerade även till ett eget filmförsök tillsammans med Eyvind Johnson, Erik Asklund och Stig Almqvist i den experimentella kortfilmen Gamla stan från 1931. En filmregissör som Lundkvist ägnade särskilt intresse var Luis Buñuel som han 1967 skrev en hel bok om. Ett urval av Lundkvists filmkritik finns samlad i boken Sett i ett strömmande bildflöde (1988).
Tre av Lundkvists prosaverk är filmatiserade: Hästhandlarens flickor (1954), efter en novell i Himmelsfärd, samt Vindingevals och Komedi i Hägerskog (båda 1968) efter romanerna med samma namn.

### Ledamot av Svenska Akademien
Artur Lundkvist invaldes den 2 maj 1968 i Svenska Akademien som efterträdare till Gunnar Ekelöf på stol nummer 18 och tog sitt inträde den 20 december samma år. Han var ledamot av akademiens nobelkommitté under åren 1969–1986. Lars Gyllensten beskrev Lundkvist som en engagerad deltagare i akademiens arbete men också som en som inte alltid höll så hårt på sekretessreglerna. Ett av de tillfällen när saken sattes på sin spets var 1983 när Lundkvist offentligt kritiserade akademien för att ha utsett William Golding till nobelpristagare. Utomlands fick Lundkvist tidigt ryktet om att vara den som bestämde vem som skulle få Nobelpriset i litteratur och han uppvaktades ofta av förhoppningsfulla författare från hela världen.

### Privatliv
Omkring år 1930 hade Lundkvist en relation med författaren Stina Aronson. Hon skildrade senare, under pseudonym, deras förhållande i romanen Feberboken (1931). Från 1933 och några år framåt hade han ett förhållande med översättaren Irmgard Pingel. Deras relation är skildrad i boken Breven från Artur (2006) av Lasse Söderberg.

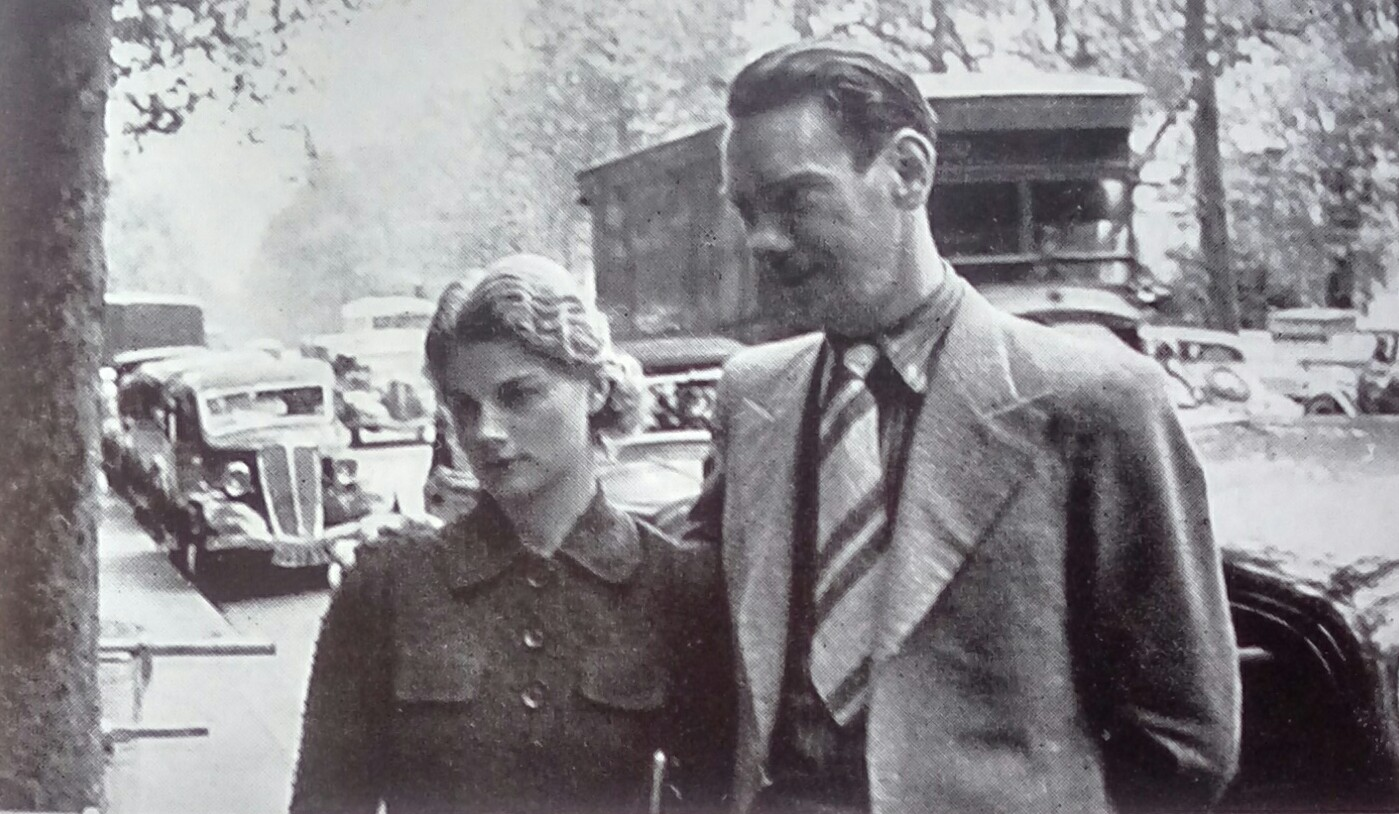
Artur Lundkvist och Maria Wine i Paris 1938.

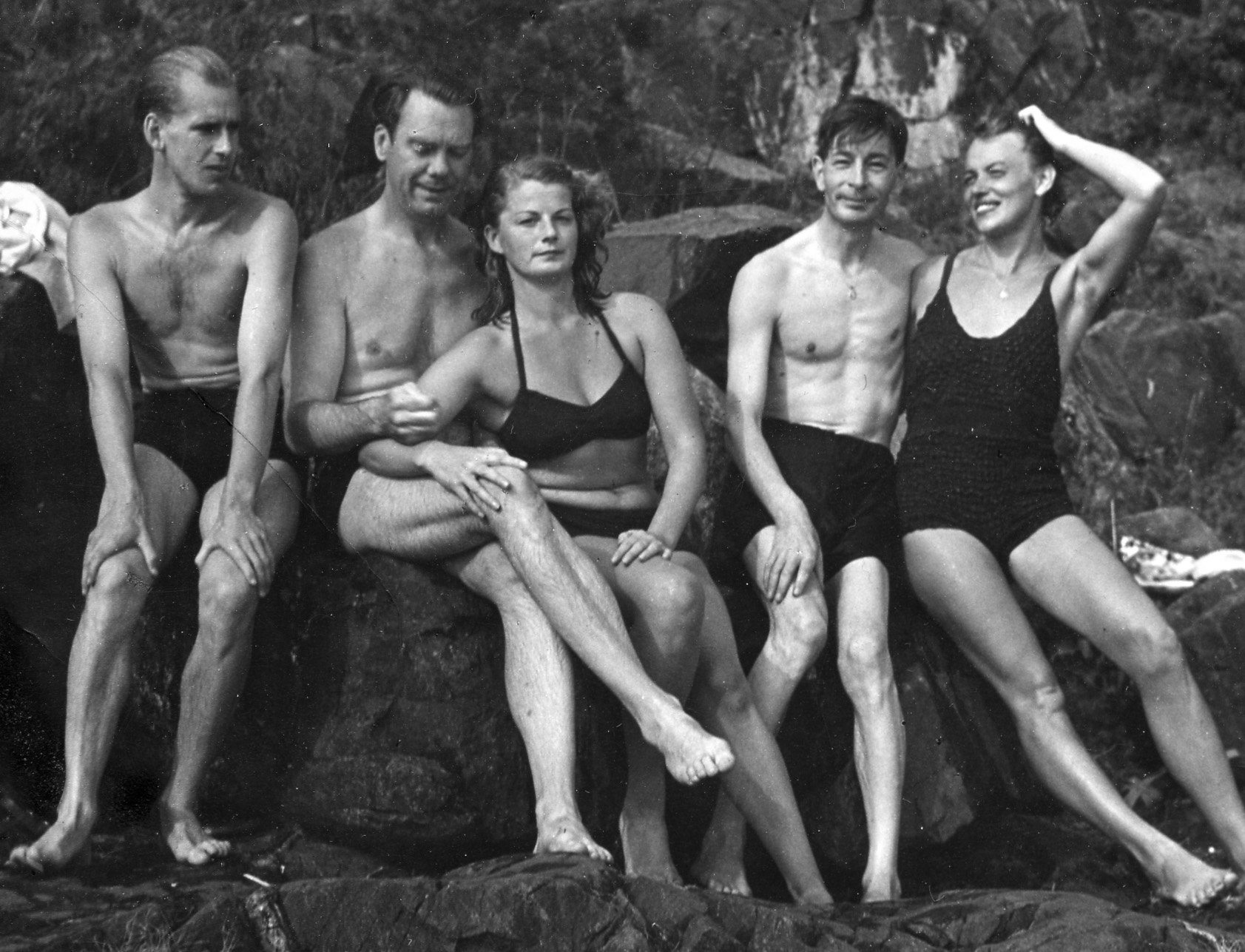
Artur Lundkvist och Maria Wine (nr två och tre från vänster) 1947.

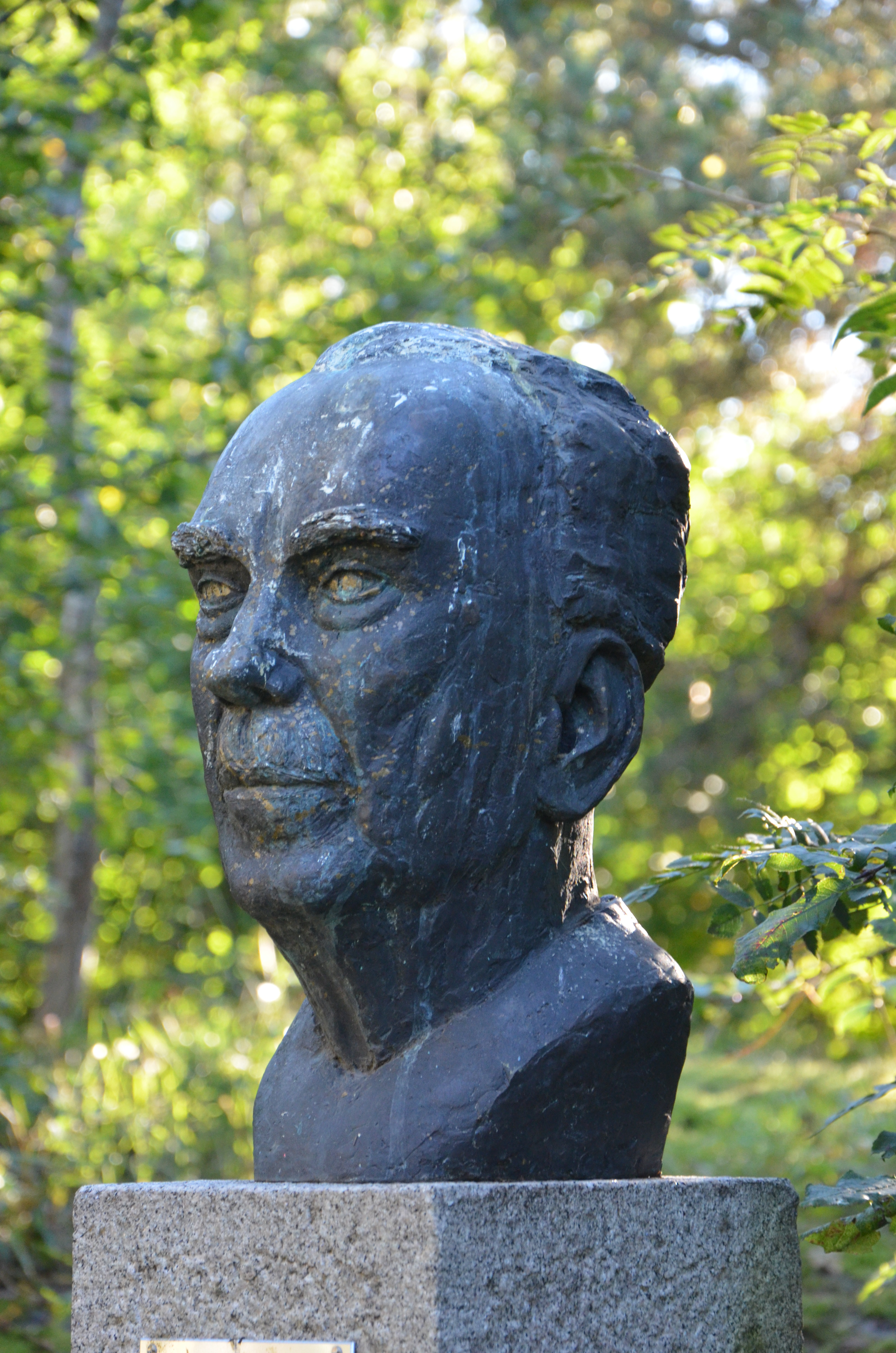
Britt-Marie Jerns byst över Artur Lundkvist i Artur Lundkvists park i Solna.

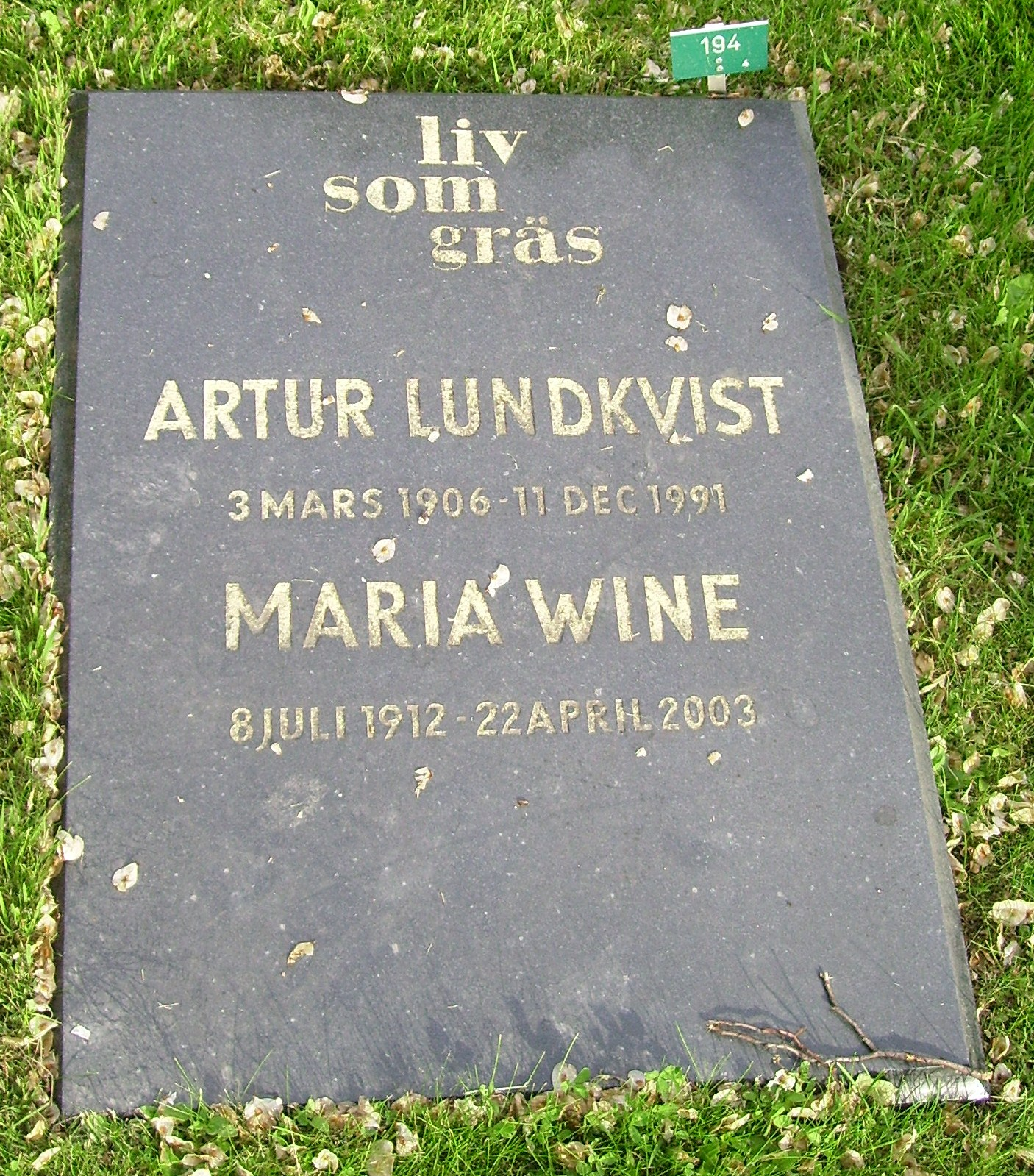
Gravvården på Solna kyrkogård.

#### Äktenskapet med Maria Wine
Artur Lundkvist träffade Maria Wine, eller Karla Petersen som hon hette då, på en tågresa i Danmark sommaren 1936. De gifte sig i december samma år. De levde under alla år i ett fritt äktenskap och bestämde redan från början att det inte skulle resultera i några barn. Lundkvist stödde och inspirerade Wine till att så småningom själv bli en framstående poet. I memoarboken Minnena vakar (1994) skildrar Maria Wine deras mångåriga samvaro.

#### De sista åren
1981 drabbades Lundkvist av en hjärtattack och låg under två månader i koma. Han gavs små chanser att överleva men vaknade efter en tid upp. Maria Wine, som hela tiden fanns vid hans sida, läste och sjöng för honom vilket av läkarna ansågs vara avgörande för hans tillfrisknande. Under de sista åren av sitt liv blev Lundkvist emellertid allt svagare och isolerad i hemmet.
Artur Lundkvist avled den 11 december 1991 i Solna, där han varit bosatt större delen av sitt vuxna liv. Under många år bodde Lundkvist och Maria Wine i ett punkthus på Råsundavägen 156. Parken bakom huset är idag uppkallad efter Lundkvist. Några kvarter bort på Råsundavägen finns även en park uppkallad efter Maria Wine. 
Artur Lundkvists och Maria Wines stiftelse köpte 1991 Artur Lundkvists födelsehem i Hagstad. På gården, som restaurerats under 1994 och 1995, finns en permanent Artur Lundkvist-utställning. Boningshuset bebos under sommarhalvåret av författar- och konstnärsstipendiater.

## Inflytande
Artur Lundkvist anses vara en av de mest inflytelserika författarna och litteraturkritikerna i svensk 1900-talslitteratur och framför allt har hans internationella orientering framhållits. Erik Hjalmar Linder skrev: "Artur Lundkvist har utan tvivel varit en av de viktigaste präglande krafterna i svensk litteratur efter 1930. Sitt inflytande har han inte uppnått genom enstaka storverk utan genom sin vitalitet, sin omutlighet och sin internationella orientering. Den svenska diktningen miste efterhand en del av sin provinsiella prägel: Lundkvist hade stor del i denna utveckling(...) Han har förhindrat passivitet, isolationism och sömnighet. Han var själv den atlantvind som han skrev om i sitt författarskaps begynnelse."
Birgitta Trotzig skrev om Lundkvists betydelse: "För mig och för många i min generation var Artur Lundkvist vårt verkliga universitet (...) Jag tror mig faktiskt kunna säga att essäerna i Atlantvind och Ikarus flykt – som introducerade den moderna världen i provinslandets litteratur – och klassikerintroduktionerna i Korsväg har haft mer betydelse för den levande litteraturkänslan i vårt land än samtliga dåvarande litteraturundervisningsinstitut där ett slags knastrande dödgrävarverksamhet bedrevs."
Också för Olof Palme hade Lundkvist stor betydelse: "Våren 1953 läste jag Artur Lundkvists bok Indiabrand. Jag tog den med mig när jag under betydande strapatser i tre månader det året reste runt i Sydostasien, framför allt i Indien (...) Jag vill utan omsvep erkänna att det är få böcker som har haft ett så starkt inflytande på mig och mitt sätt att se världen och verkligheten som denna. Jag reste runt i Indien i ett slags hemligt samförstånd med Artur Lundkvist, jämförde iakttagelser, konstaterade att just så var det, noterade invändningar och olikheter (...) Det var mitt första möte med den så kallade tredje världen. Och där har jag förblivit."

## Priser och utmärkelser
- 1941 – Sigtunastiftelsens författarstipendium
- 1956 – Boklotteriets stipendiat
- 1958 – Doblougska priset
- 1958 – Lenins fredspris
- 1961 – Litteraturfrämjandets stora pris
- 1962 –  Leninorden
- 1963 – De Nios stora pris
- 1964 – Bellmanpriset
- 1968 – Hedersdoktor vid Stockholms universitet
- 1982 – Bellmanpriset
- 1987 – Litteris et Artibus